# Psychlone (romanzo)
Psychlone è un romanzo horror fantascientifico di Greg Bear del 1979.

## Trama
Lorobu, una piccola cittadina nei pressi di Albuquerque, è costantemente sorvegliata dai militari da quando l'intera popolazione è impazzita e ogni cittadino ha iniziato ad uccidere. Timothy - Tim - Townshend, poco più di un bambino, è l'unico superstite. Sconvolto dagli accadimenti a cui probabilmente ha partecipato attivamente anche lui (continua a vedere tracce di sangue sulle sue mani, anche se pulite), viene trasferito a casa di parenti, in attesa che la situazione per lui si stabilizzi.
Contemporaneamente, a centinaia di chilometri di distanza, il signor Taggart uccide il figlio e si suicida, dopo che alcuni strani episodi successi nella loro casa hanno sconvolto la loro vita. Per questo infatti avevano chiesto l'aiuto di Larry Fowler, vecchio amico di Henry Taggart. L'uomo aveva portato delle apparecchiature per misurare i poltergeist presenti nella casa e aveva assistito ad uno spaventoso evento paranormale che stava per ucciderlo - la temperatura si era abbassata di colpo sotto lo zero e l'immagine di un enorme cinghiale nella ghiaia del viale aveva tentato di divorarlo. Fowler non era più rimasto con i Taggart anche per questo evento, ma la loro morte, così assurda (i due si volevano bene) lo costringe a ritornare nella casa infestata.
La signorina Unamuno e altri due medium vengono assunti dai militari quando chiedono di entrare a Lorobu per comprendere cosa sia successo, visto che i loro spiriti guida li hanno attirati lì. Scoprono così che una lista di nomi, che avevano ricevuto dall'aldilà è già in possesso dell'esercito e che Lorobu era la città natale di una di queste persone.
Tim intanto decide di scappare dalla sua nuova casa. È tormentato da voci ultraterrene e anche lui viene a conoscenza dei loro nomi. Tra i morti vede anche i suoi genitori, che lo chiamano e lo vogliono morto. Alla fine viene raccolto da un vecchio medium, in contatto con il governo, che gli insegna a controllare il suo potere prima di portarlo nella città in cui si sarebbe verificato il prossimo attacco.
Viene scoperto infatti che lo Psychlone, storpiatura di ciclone, segue la lista dei nomi trascritta dai militari. E proprio i militari svelano ai tre medium che quei nomi appartengono a militari imprigionati dai giapponesi durante la seconda guerra mondiale ad Hiroshima e Nagasaki. Si scopre così che le anime dei soldati hanno subito in qualche modo gli effetti devastanti della bomba atomica e di ritorno in patria trenta anni dopo scatenano la loro furia sulle proprie città.
I militari costruiscono quindi un'arma a laser in grado di fermare lo Psychlone, pur non sapendo se avrebbe funzionato. Ma quando il governo viene a conoscenza dei fatti avvenuti nella casa dei Taggart capisce che può utilizzare quel luogo per sperimentare l'arma senza provocare danni. Una volta che viene verificato il suo effettivo valore (sembrerebbe in grado di fermare i poltergeist) Tim, i tre medium e gli altri si riuniscono per prepararsi all'assalto dello psychlone. Il ragazzino però non riesce a controllarsi e spaventato dal potere esercitato dai morti si suicida, mentre l'ultimo attacco permette ai militari di spazzare via l'armata delle tenebre definitivamente.

## Edizioni
- Greg Bear, Psychlone, 1979.
- Greg Bear, Psychlone, traduzione di Delio Zinoni, collana Urania n° 879, Arnoldo Mondadori Editore, 1981,  p. 220.